# Hans-Joachim Hille

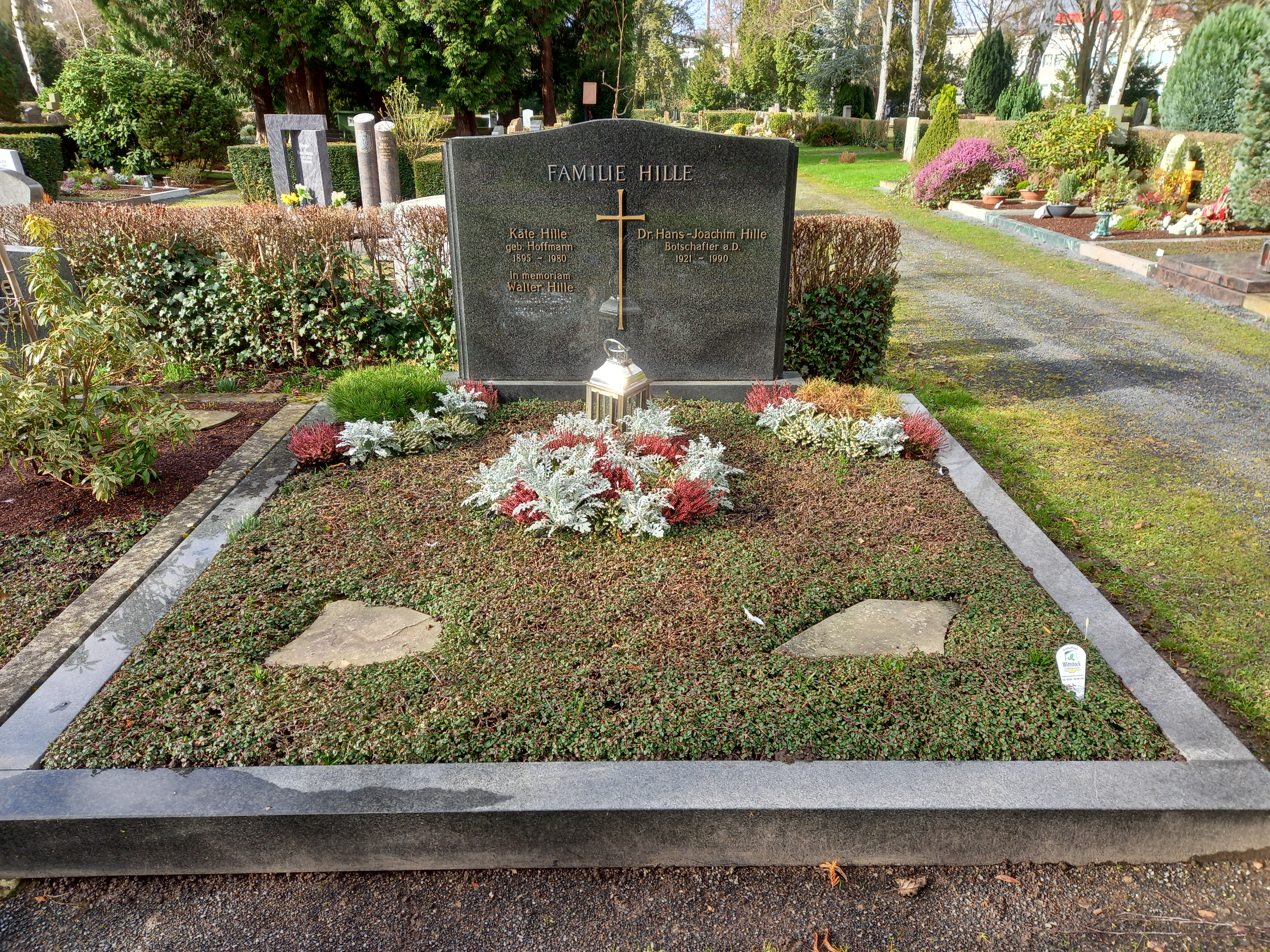
Das Grab von Hans-Joachim Hille im Familiengrab auf dem Zentralfriedhof Bad Godesberg in Bonn

Hans-Joachim Hille (* 23. April 1921 in Zittau; † 15. Januar 1990 in Bonn) war ein deutscher Diplomat, der unter anderem Sprecher des Auswärtigen Amtes und Botschafter in Jordanien, Ecuador, Ägypten sowie in Peru war.

## Leben

### Studium und Sprecher des Auswärtigen Amtes
Nach dem Abitur in Dresden wurde Hille zu Beginn des Zweiten Weltkrieges 1939 zum Wehrdienst einberufen und geriet im Laufe des Krieges in US-amerikanische Kriegsgefangenschaft. Während der Gefangenschaft studierte er in der „Lageruniversität“ Englisch, Geschichte und Literatur.
Nach der Entlassung aus der Kriegsgefangenschaft 1946 begann er ein Studium der Fächer Neuere Geschichte, Völkerrecht, Anglistik und Germanistik an der Johann Wolfgang Goethe-Universität Frankfurt am Main und schloss dieses Studium 1950 mit der Promotion zum Dr. phil. mit einer Dissertation zum Thema Vernunft und Geschichte bei Woodrow Wilson. Im Anschluss war er als Wissenschaftlicher Assistent an der dortigen Philosophischen Fakultät tätig.
1952 trat Hille in den neugegründeten Auswärtigen Dienst der Bundesrepublik Deutschland ein und schloss seine Ausbildung im höheren Dienst 1954 mit der Laufbahnprüfung ab. Danach war er zunächst als Legationssekretär im Büro von Walter Hallstein, dem Staatssekretär im Auswärtigen Amt tätig, ehe er 1955 als Legationsrat Mitarbeiter der Botschaft in Frankreich war.
Im Dezember 1958 kehrte er nach Deutschland zurück und wurde Mitarbeiter des Pressereferates des Auswärtigen Amtes in Bonn. Nach seiner Beförderung zum Legationsrat Erster Klasse wurde Hille 1961 Leiter des Pressereferates und damit Pressesprecher des Auswärtigen Amtes. In dieser Funktion erhielt er 1962 auch seine Beförderung zum Vortragenden Legationsrat Erster Klasse. 1964 wechselte er als Botschaftsrat Erster Klasse an die Botschaft in der Türkei und war dort Ständiger Vertreter des Botschafters.

### Botschafter in Jordanien, Ecuador, Ägypten und Peru
Nach der Wiederaufnahme diplomatischer Beziehungen zwischen Deutschland und Jordanien im Februar 1967 wurde er am 28. Juni 1967 Botschafter in Jordanien und übte dieses Amt bis zum Beginn des Schwarzen September 1970 aus, dem erbitterten Bürgerkrieg in Jordanien.
Danach wurde er im November 1970 Mitarbeiter in der Politischen Abteilung des Auswärtigen Amtes tätig. Nach weiteren Verwendungen im Ausland, unter anderem von April 1971 bis Februar 1974 als Botschafter in Ecuador sowie zuletzt in der Zentrale des Auswärtigen Amtes in Bonn als Ministerialdirigent und Beauftragter für Nah- und Mittelostpolitik wurde Hille im Dezember 1979 als Nachfolger von Wolfgang Behrends Botschafter in Ägypten, während Norbert Montfort, der bisherige Leiter des Mittelost- und Maghrebreferats, neuer Beauftragter für Nah- und Mittelostpolitik des Auswärtigen Amtes wurde. In dieser Funktion nahm er 1980 an den Feierlichkeiten zur Besetzung von Schah Mohammad Reza Pahlavi in Kairo teil.
Im Anschluss wurde er im Januar 1982 als Nachfolger von Hans Werner Loeck Botschafter in Peru, während Kurt Müller sein Nachfolger als Botschafter in Ägypten wurde.
Das Amt des Botschafters in Peru hatte Hille bis zu seiner altersbedingten Versetzung in den Ruhestand 1986 inne. Kurz vor seiner Verabschiedung kam es dabei während des Besuchs von Mitgliedern des Deutschen Bundestages zu einem Disput mit Hubert Kleinert, einem Bundestagsabgeordneten der Grünen. Vor dem Gespräch einer Bundestagsdelegation mit Innenminister Abel Salinas forderte er in barschem Ton den Grünen-Abgeordneten Hubert Kleinert auf, umgehend einen Schlips anzulegen. Sein Aufzug, rügte der Botschafter, sei „eine Beleidigung der Gastgeber“. Kleinert, immerhin mit schwarzem Jackett und weißem Hemd, stellte klar, seine Bekleidung gehe Hille „überhaupt nichts an“. Hilles Etikette-Regeln gingen sogar dem Delegationsleiter Erich Riedl, CSU, zu weit. In seiner Tischrede lobte er ironisch die hohe Improvisationskunst der Peruaner, die den deutschen Gästen „krawattenlose Gastgeber in so großer Zahl präsentieren konnten“.
Das Botschafteramt wurde nach seinem Eintritt in den Ruhestand von Johannes von Vacano übernommen, der zuvor als Botschafter in Kenia und den Seychellen akkreditiert war.

## Ehrungen
- 1964: Komtur des Ordens El Sol del Perú
- 1964: Großes Goldenes Ehrenzeichen für Verdienste um die Republik Österreich[14]
- 1968: Verdienstkreuz am Bande der Bundesrepublik Deutschland
- 1977: Verdienstkreuz 1. Klasse der Bundesrepublik Deutschland
- 1986: Großkreuz des Ordens El Sol del Perú
- 1987: Großes Verdienstkreuz der Bundesrepublik Deutschland